# Plages de Daytona Beach
Pour les articles homonymes, voir Daytona Beach.
Les plages de Daytona Beach sont des plages américaines de 37 km, en Floride, qui longent le grand boulevard Florida State Road A1A de bord de mer, sur la presqu'île de Daytona Beach, face à l'océan Atlantique. Elles  sont célèbres en particulier pour leurs courses de voitures et de motos sur plage,.

## Histoire
Surnommée « World's most famous beach » (la plage la plus célèbre du monde), les eaux turquoise et le sable lisse et compacté de la vaste plage de Daytona sont mondialement célèbres pour sa circulation automobile, limitée à ce jour à 10 miles/h (16 km/h),,.

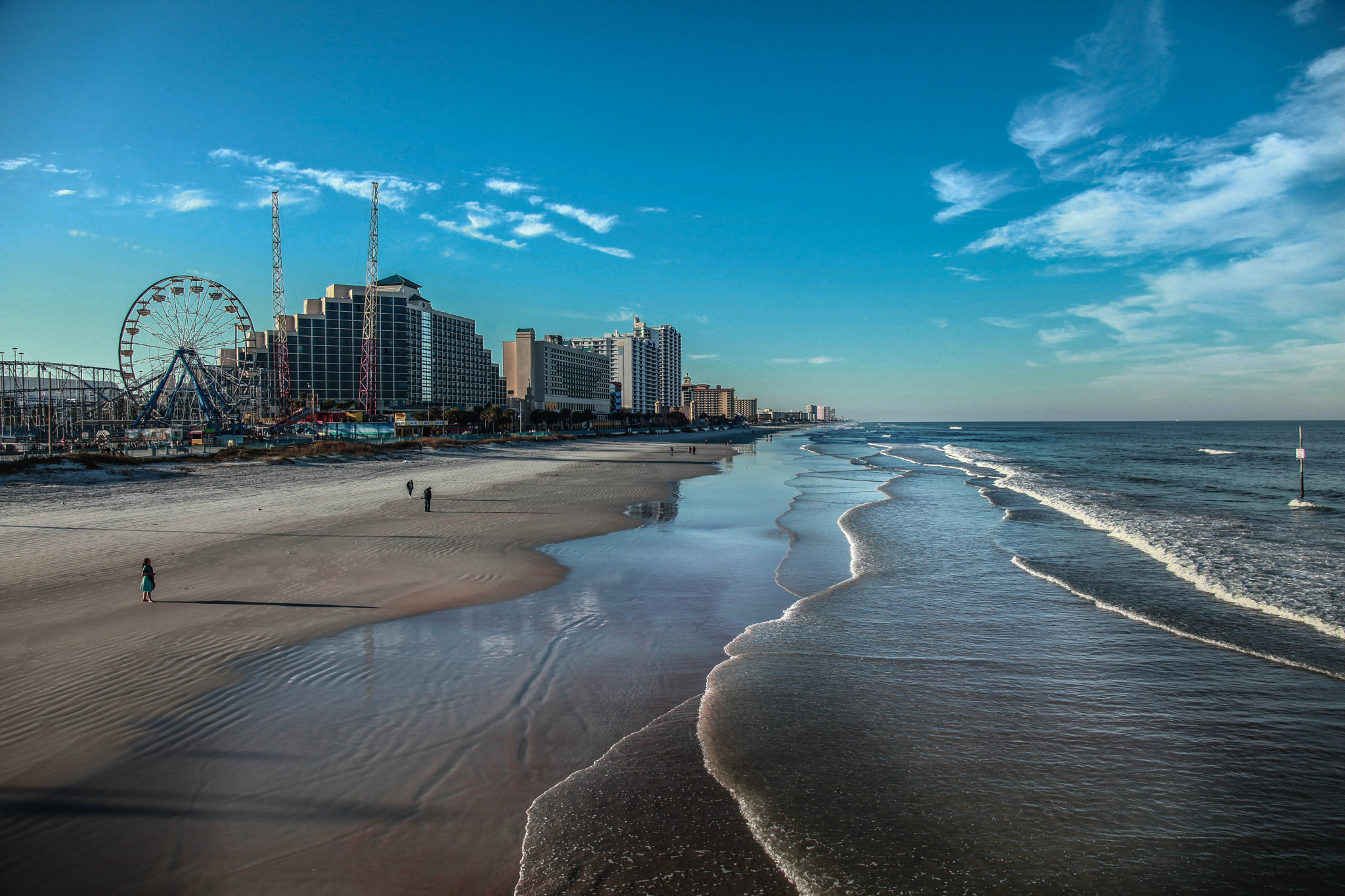
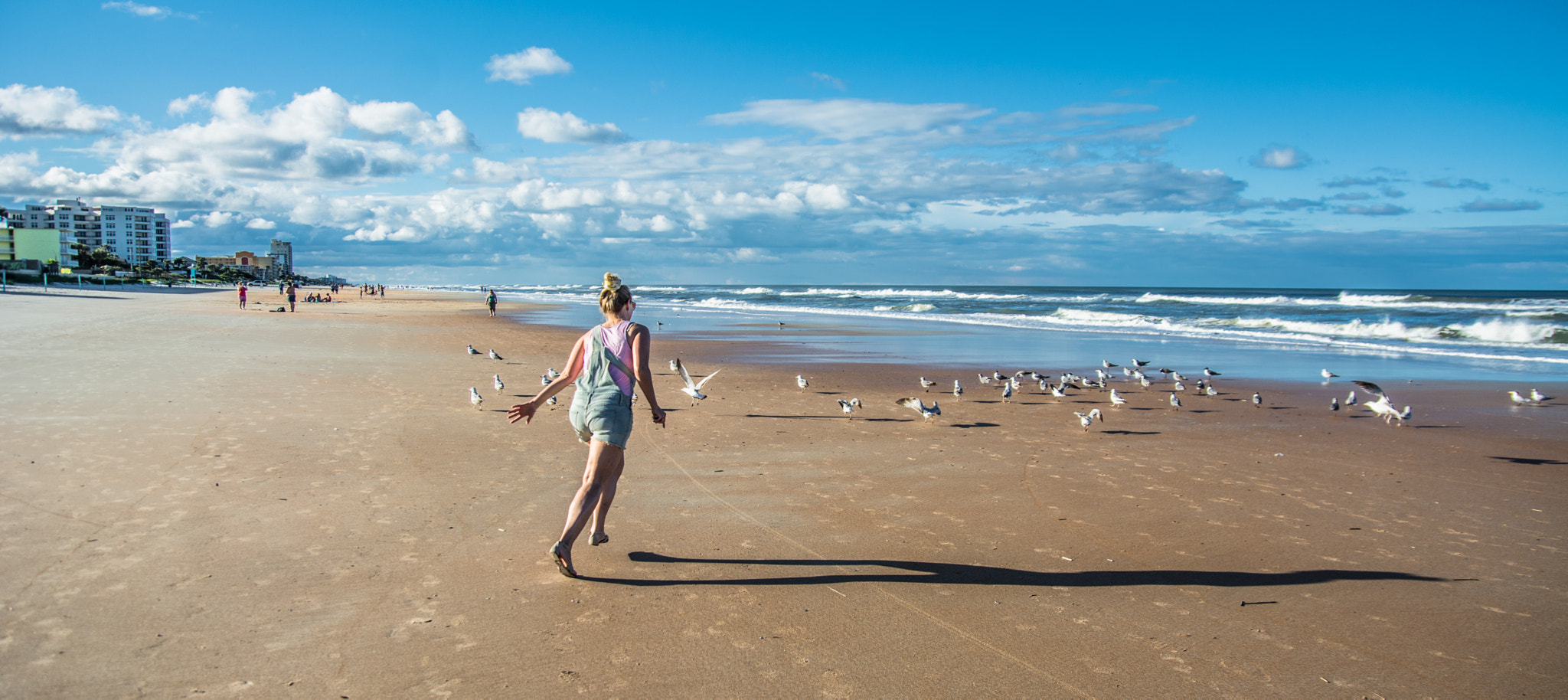

### Spring break
Ces plages et leurs bars, restaurants et hôtels sont des lieux reconnus du tourisme américain, ainsi qu'un haut-lieu de « spring break » et de surf culture depuis les années 1930, avec près de 400 000 étudiants d'Amérique du Nord qui se donnent chaque année rendez-vous ici.

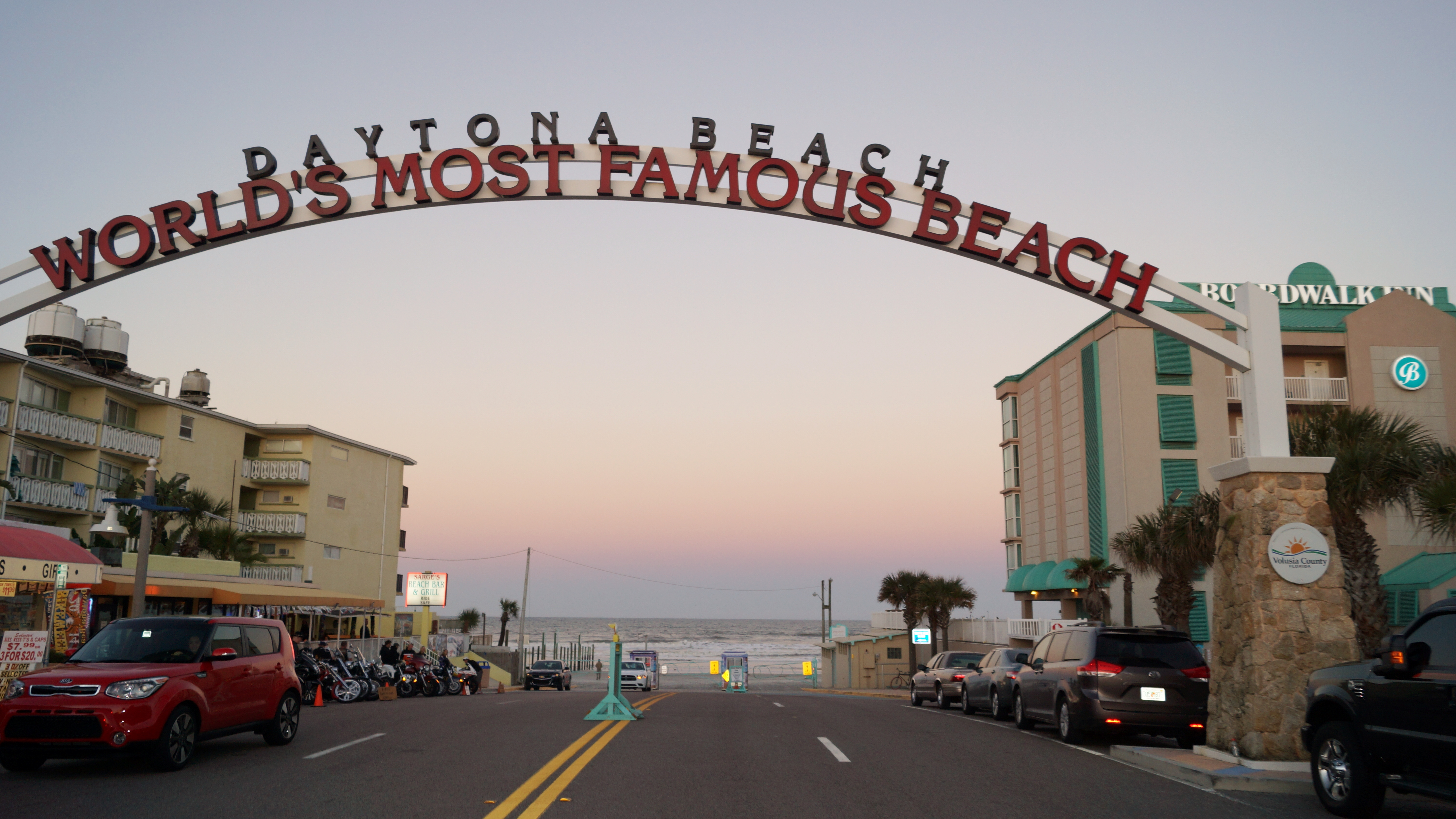
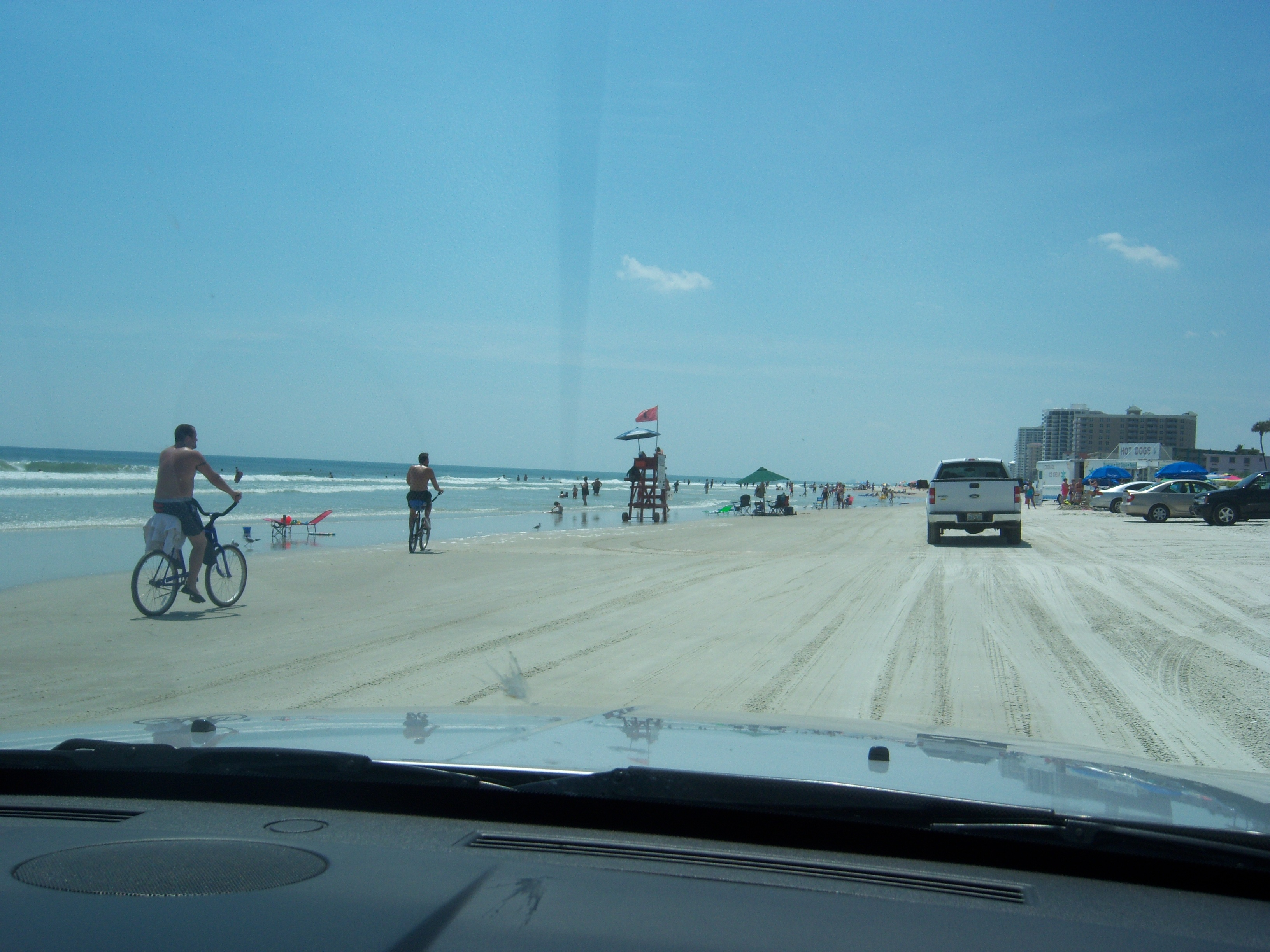

### Compétition automobile
Les premières courses automobiles et de motos de Daytona Beach débutent en 1902 (Daytona Beach and Road Course (en)), sur deux miles de sable fin, jusqu'à ce que le célèbre circuit voisin Daytona International Speedway, utilisé en particulier pour les 24 Heures de Daytona et Daytona 500 NASCAR Cup Series, succède à cette plage en 1959 ,,,,,.

1898
Années 1900
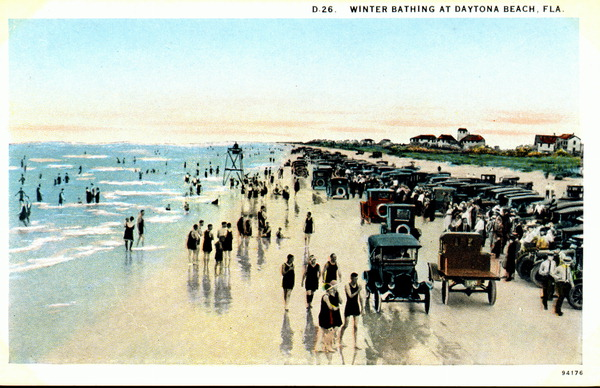
1920
1921
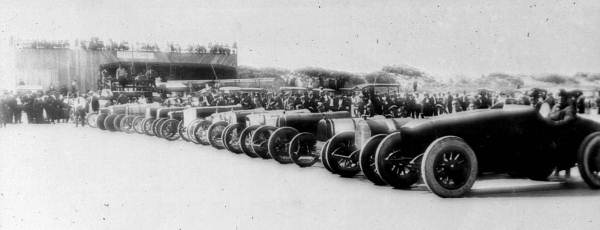
1922
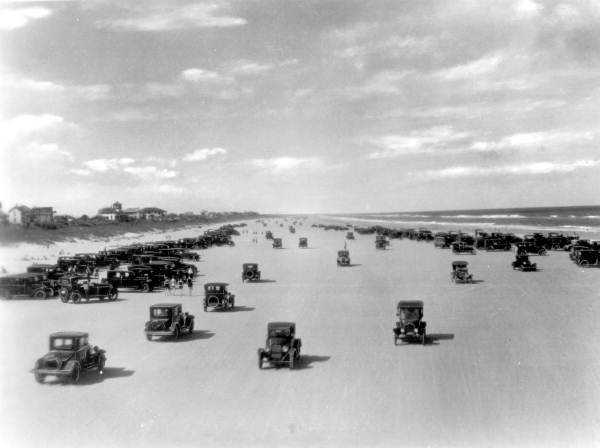
1925
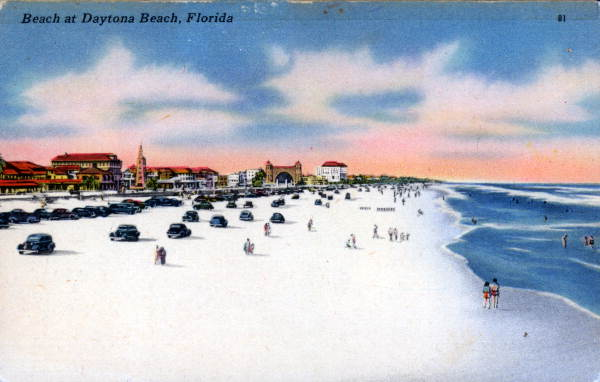
1940
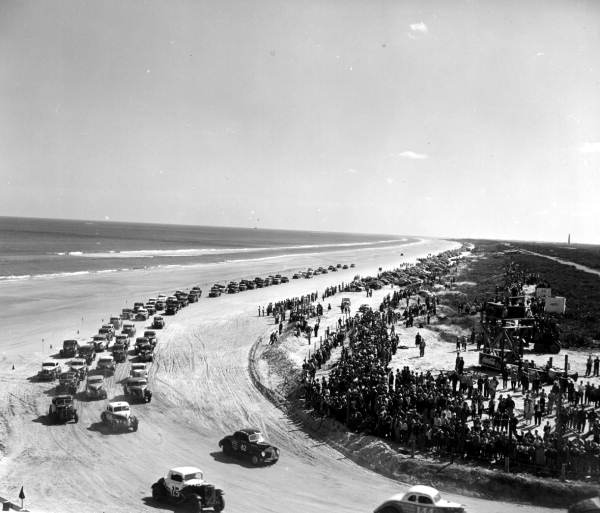
1952

Une quinzaine de records de vitesse terrestres sont établis sur cette plage entre 1904 et 1935, avec en particulier l'ultime record de vitesse battu sur une plage, de 482 km/h, par Malcolm Campbell, sur Campbell-Railton Blue Bird le 3 septembre 1935, avant que la course au records ne se poursuive sur le Bonneville Speedway du désert de sel de Bonneville Salt Flats dans l'Utah.
Les plages de Daytona Beach sont aussi un lieu emblématique de parades et de rassemblements américains de hot rods et bikers, du fait en particulier de leur histoire et des compétitions du Daytona International Speedway.